# Douane Laboratorium
Het Douane Laboratorium is een laboratorium dat onderzoek doet voor de Nederlandse douane.

## Geschiedenis

### Tot de jaren tachtig

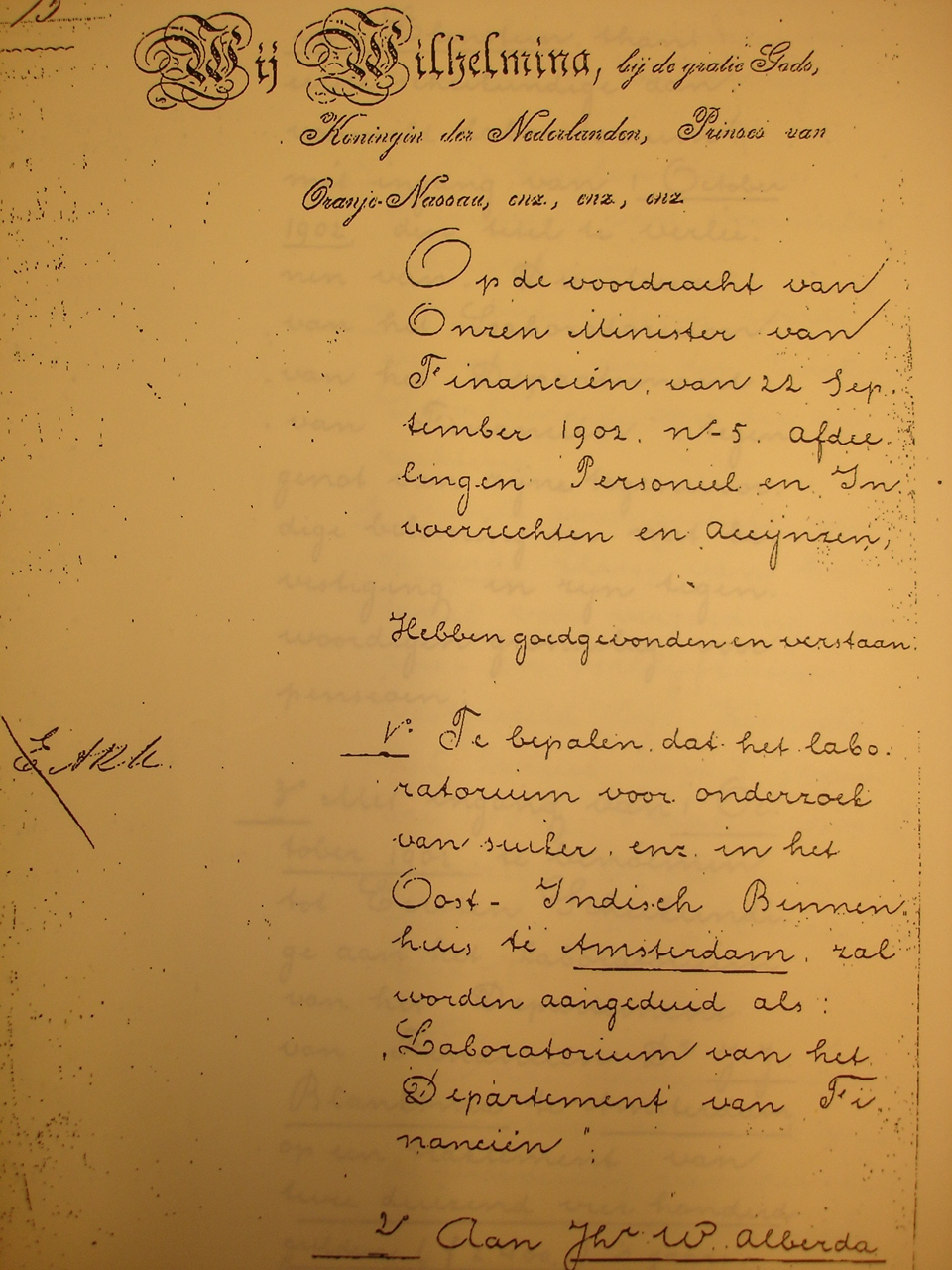
Koninklijk Besluit 1902

In 1880 werden twee rijkslaboratoria voor suikeronderzoek ingesteld. Aanvankelijk werden deze werkzaamheden uitgevoerd aan het Athenaeum Illustre te Amsterdam onder leiding van hoogleraar J.W. Gunning. Deze was al in 1862 benoemd tot Adviseur van Wis-, Natuur- en Scheikundige zaken ten behoeve van het Departement van Financiën en kreeg ook de leiding over het laboratorium voor het onderzoek van suiker. Belangrijkste taak was de vaststelling van het suikergehalte voor de Wet op de Accijns van suiker en de bepaling van het alcoholgehalte in gedistilleerd.
In 1902 werd de naam van het laboratorium bij Koninklijk Besluit gewijzigd in: Laboratorium van het Departement van Financiën. Hierbij werd jonkheer Willem Alberda van Ekenstein benoemd tot directeur. Deze publiceerde al in 1884 in het Maandblad voor Natuurwetenschappen over het onderzoek naar het gehalte van ruwe suiker en basterdsuiker. Dit onderzoek werd uitgevoerd met de latere Nobelprijswinnaar (1901) Van ’t Hoff aan de rijkslaboratoria voor suikeronderzoek.
Na 1925 werd naast het onderzoek voor accijnzen meer aandacht besteed aan het chemisch analytisch werk voor het Tarief van Invoerrechten. In deze periode groeide de internationale handel gestaag en werden invoerrechten geheven afhankelijk van de soort van producten. Deze producten werden bekeken op soort en samenstelling.
In 1951 werd tot een fusie besloten van het Rijksbureau voor het Onderzoek van Handelswaren (ROH) met het Laboratorium van het ministerie van Financiën.
Het ROH viel toen nog onder het ministerie van Economische Zaken en de taak van dit instituut bestond uit het verstrekken van certificaten voor de Nederlandse export. Ook werd met chemische analyse assistentie verleend aan het midden- en kleinbedrijf in Nederland. Voor de rechterlijke macht werden arbitrageanalyses uitgevoerd.
In deze periode werd ook deelgenomen aan werkzaamheden van het Tarief bureau van de Studiegroep voor een Europese Tolunie in Brussel. Dit was de voorloper van de douane-unie van de EG. Verder was het laboratorium betrokken bij het werk van de Internationale Douane Raad (IDR) te Brussel. In de EG-vergaderingen was het laboratorium vertegenwoordigd in het Comité Nomenclatuur waar de Nomenclatuur (woordlijst) van handelsgoederen werd opgesteld en chemische analysemethoden werden ontwikkeld om de samenstelling van deze goederen te onderzoeken.
In de jaren zeventig was het laboratorium langzamerhand in een toestand van verval terechtgekomen. Er werd te weinig aan vernieuwing gedaan op het gebied van moderne chemisch-analytische apparatuur. Het personeelsbestand onderging geen verjonging, waardoor de kennis om nieuwe analysetechnieken in het laboratorium te introduceren, ontbrak.
Na een ingrijpende renovatie, voltooid in 1978, beschikte het laboratorium over een eigentijdse inrichting die voldeed aan moderne laboratoriumnormen.
Vanaf deze periode werd ook weer geïnvesteerd in moderne analysetechnieken.
Zo werd apparatuur voor gaschromatografie, vloeistofchromatografie, röntgendiffractie, infraroodspectroscopie, stoomdestillatieapparatuur voor het onderzoek van alcoholhoudende dranken en laboratoriumapparatuur voor het onderzoek van plastics en rubbers aangekocht. Om het werk uit te voeren werd een lichting jonge chemici en analisten aangetrokken.
Door de opheffing van het Rijkslandbouw Proefstation te Maastricht en het Rijkszuivelstation te Leiden werd in overleg met het ministerie van Landbouw besloten dat het monsteronderzoek voor de Gemeenschappelijke Landbouwpolitiek van de EG voortaan werd uitgevoerd in het laboratorium. Dit betekende een grote impuls voor het werkaanbod. Voor alle landbouwproducten worden subsidies uitbetaald door de EG. Bij invoer in de EG wordt een heffing ingesteld en bij uitvoer wordt een subsidie uitbetaald. Dit alles om de Europese boer te beschermen tegen de concurrentie van met name de VS. Het aantal medewerkers van het laboratorium steeg van een minimum van 14 in 1974 naar 38 in 1984.

### Vanaf de jaren tachtig

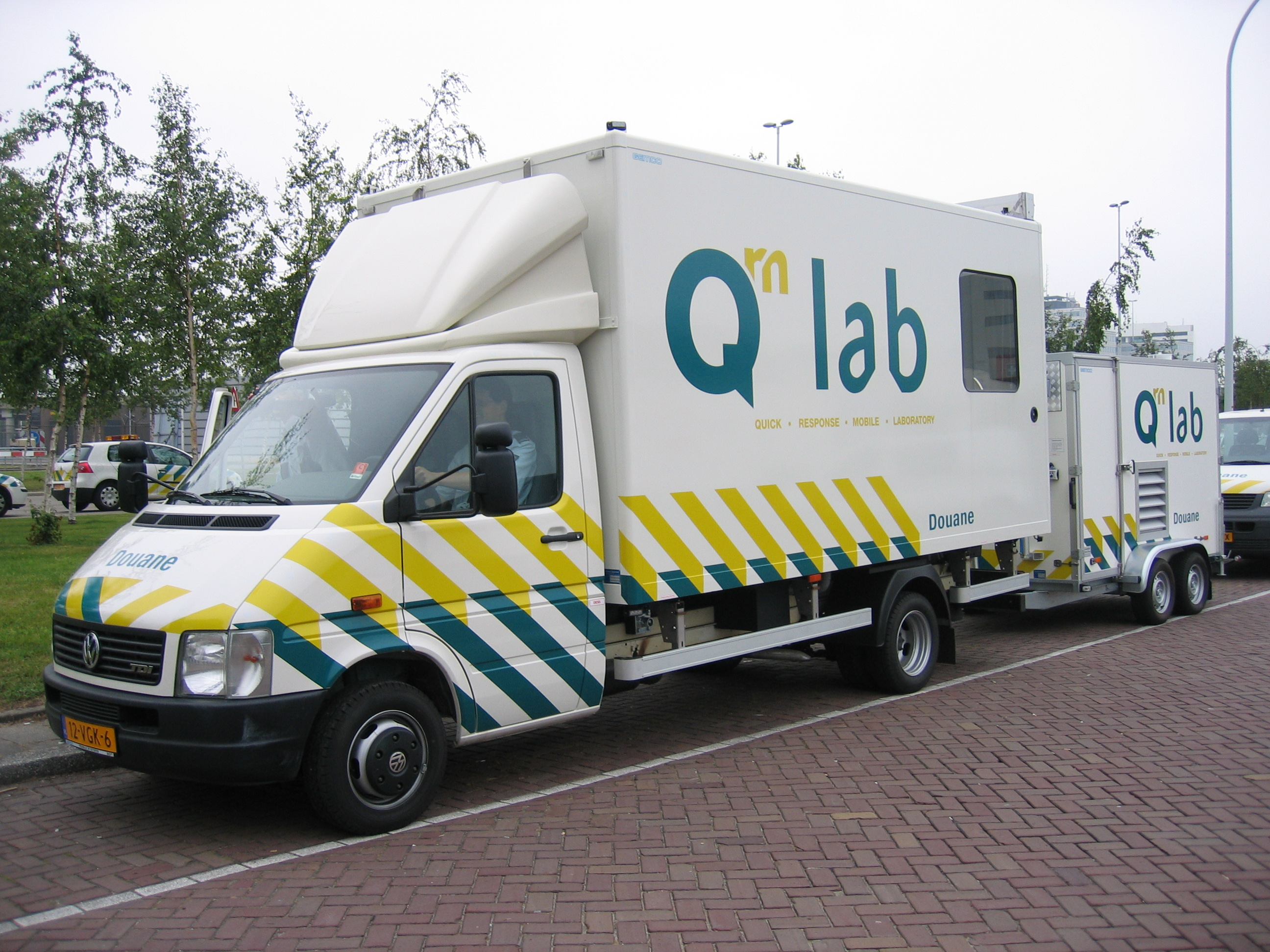
Mobiel laboratorium Douane

Specialisatie van het chemisch-analytisch onderzoek werd ingevoerd. Chemici, gespecialiseerd op het gebied van anorganische chemie, organische chemie, minerale oliën, landbouw- en zuivelproducten, levensmiddelen, gas- en vloeistofchromatografie werden aangetrokken. Op deze wijze kon aansluiting worden verkregen bij het door de EG gewenste niveau van controle met moderne analysemethoden.
Vanaf 1985 werd voor een goede uitvoering van de werkzaamheden een nieuw laboratorium onmisbaar geacht. Daarnaast werd veel aandacht besteed aan verbetering van efficiency en effectiviteit in het werkproces. Inmiddels werd eind 1989 het laboratorium ondergebracht in de nieuwe Directie Douane en werd de benaming officieel gewijzigd in Douane Laboratorium.
Een interdepartementale commissie voerde een onderzoek uit naar de mogelijke privatisering van het laboratorium. Dit onderzoek in 1989 en 1990 onder leiding van een oud-rector magnificus van de Universiteit van Amsterdam resulteerde in het volgende:
- Overname door particuliere laboratoria is weinig economisch levensvatbaar en vormt een risico voor de continuïteit van de werkzaamheden.
- Privatisering levert geen substantiële besparingen op.

Uiteindelijk werd door het ministerie van Financiën besloten om niet tot privatisering over te gaan.
In 1995 werden de analyses in het laboratorium uitgevoerd volgens een kwaliteitssysteem op basis van een internationale norm en geaccrediteerd door de Raad voor Accreditatie. Hiermee was het Nederlandse Douane Laboratorium het eerste Europese douanelaboratorium dat beschikte over deze erkenning.
In 1995 kwamen nieuwe laboratoriumfaciliteiten beschikbaar in het Centraal Belastinggebouw Amsterdam.
Sinds januari 2003 is de Belastingdienst regionaal georganiseerd en valt het Douane Laboratorium organisatorisch onder de Belastingdienst/Douane West.
In 2007 is een mobiel laboratorium in gebruik genomen.

## Werkzaamheden
Het Douane Laboratorium stelt de identiteit en samenstelling vast van waren die voor onderzoek worden aangeboden door de Nederlandse douane. Met het onderzoeksresultaat adviseert het douanelaboratorium de Douane inzake de toe te passen wetgeving en tariefstructuur (gecombineerde nomenclatuur).
Binnen het laboratorium werken circa 65 medewerkers multidisciplinair samen.
Het kwaliteitssysteem volgens ISO 17025 is een belangrijk onderdeel om als geaccrediteerd testlaboratorium (L226: Raad voor Accreditatie) een gedegen en acceptabel advies te waarborgen.
Het monsteraanbod omvat onder andere monsters ter controle van de volgende wetgeving:

### Invoerrechten
Op mondiaal niveau is door de Wereld Douane Organisatie het geharmoniseerde systeem inzake omschrijving en codering van goederen opgesteld. Hierin zijn per product specificaties vastgelegd. Binnen de Europese Unie koppelt deze goederennomenclatuur producten aan een unieke code die bepalend is voor de hoogte van het invoerrecht.

### Europese landbouwpolitiek
In het kader van de EU-heffingen en restitutienomenclatuur keurt het douanelaboratorium op een aantal kwaliteitscriteria. Voorbeelden zijn de origine van de in kaas verwerkte melk, toevoeging van producten waarvoor geen restitutie wordt uitbetaald bij zuivelproducten, de origine van vlees en het geslacht van runderen en receptuurcontrole van industriële goederen.

### Accijnswetgeving
Op minerale oliën, alcoholhoudende stoffen, wijnen, tussenproducten, bier en tabak is de Wet op de Accijns van toepassing. Onderzoek in het douanelaboratorium moet uitwijzen welke accijns verschuldigd is en in hoeverre er bij dergelijke producten sprake is van fraude of illegale praktijken.
Vruchtensappen en frisdranken vallen onder het regime van de Wet op de Verbruiksbelastingen. Op basis van een aantal chemische parameters wordt nagegaan of er sprake is van vruchtensappen, nectar of limonades.

### Veiligheid, gezondheid, economie en milieu (VGEM)
De belangrijkste wetten, besluiten en verordeningen waarvoor onderzoek wordt gedaan, zijn:
| Wetgeving VGEM-taken                                                                              | Toelichting |
| ------------------------------------------------------------------------------------------------- | --- |
| Europese Verordening Overbrenging Afvalstoffen (EVOA)                                             | Onderzoek van afvalmateriaal |
| Wet milieugevaarlijke stoffen                                                                     | Onderzoek van met name speelgoed en huishoudelijke artikelen op het wettelijke cadmiumgehalte |
| Besluit Organisch Halogeengehalte Brandstoffen                                                    | Onderzoek van minerale oliën op de wettelijk toegestane gehaltes chloor en PCB’s |
| Besluit Ozonlaag Afbrekende Stoffen                                                               | |
| Wet Vervoer Gevaarlijke Stoffen                                                                   | Onderzoek van diverse chemische producten |
| Opiumwet en Wet voorkoming misbruik chemicaliën (verdovende middelen)                             | Onderzoek van (mogelijke) verdovende middelen, precursoren en dual-use-goederen (stoffen die zowel voor de vervaardiging van verdovende middelen als voor legale industriële doeleinden kunnen worden gebruikt) (op Schiphol wordt door Douane, Koninklijke Marechaussee, Openbaar Ministerie en het douanelaboratorium op dit vlak nauw samengewerkt) |
| Wet op de geneesmiddelenvoorziening                                                               | Onderzoek van diverse chemische producten |
| Strategische Goederen (deelgebieden)                                                              | |
| Nationale Flora en Faunawetgeving Convention on International Trade in Endangered Species (CITES) | Onderzoek van in beslag genomen partijen van onder meer kikkerbillen en walvisolie in cosmetische producten |

De douane en het douanelaboratorium voeren controles uit op bovenstaande wetgeving voor andere beleidsverantwoordelijke ministeries (ministerie van Volkshuisvesting, Ruimtelijke Ordening en Milieubeheer, ministerie van Verkeer en Waterstaat, ministerie van Justitie, ministerie van Volksgezondheid, Welzijn en Sport, ministerie van Economische Zaken en ministerie van Landbouw, Natuur en Voedselkwaliteit).
Naast het uitvoeren van onderzoek treden medewerkers op als getuige-deskundige bij de Douanekamer en andere gerechtelijke instanties.